# Jérôme Carcopino
Jérôme Carcopino (Verneuil-sur-Avre (Eure), 27 de junio de 1881 - París, 17 de marzo de 1970) fue un historiador especializado en la Roma Antigua y alto cargo del funcionariado francés. Su posición ambigua bajo el Régimen de Vichy le convirtió en un tema de controversia para los historiadores actuales.

## Biografía
Hijo de un médico de origen corso, Jérôme Carcopino se incorporó a la Escuela Normal Superior en 1901 y fue recibido número uno en la cátedra de historia y de geografía en 1904. Miembro de la Escuela Francesa de Roma, residió allí algún tiempo. Después fue nombrado profesor de historia en el Liceo del Havre, donde enseñó de 1907 a 1911.
Tras haber sido durante un año secretario de Raymond Poincaré, en 1912 fue encargado de curso en la facultad de Argel. Al año siguiente, obtuvo el estatuto de inspector adjunto y se convirtió en director del Museo Nacional de las Antigüedades Argelinas.
Durante la Primera Guerra Mundial, sirvió en el ejército de Oriente y obtuvo dos menciones (cruz de guerra) y la Legión de Honor a título militar.
En 1918, elaboró sus dos tesis (resaltando la que trata de los orígenes de Ostia según la obra de Virgilio). Enseñó historia romana en La Sorbona de 1920 a 1937. Posteriormente fue nombrado en 1937 director de la Escuela Francesa de Roma, y escribió sus recuerdos romanos con Monseñor Louis Duchesne, célebre historiador, arqueólogo y eclesiástico modernista.
Bajo la ocupación alemana, dirigió la Escuela Normal Superior de 1940 a 1942, y asumió, sin tener el título, las funciones de rector de la Academia de París tras la revocación de Gustave Roussy como consecuencia de las manifestaciones estudiantiles del 11 de noviembre de 1940. 
En febrero de 1941, fue nombrado Secretario de Estado para la Educación Nacional y para la Juventud en el gobierno del almirante Darlan. Su nombre ha quedado ligado a la importante ley del 27 de abril de 1941 sobre las excavaciones arqueológicas, llamada «ley Carcopino», que ha dado durante más de medio siglo su marco jurídico a la arqueología francesa, así como a la reorganización de la enseñanza escolar del 15 de agosto de 1941. Dentro de estas funciones, hizo aplicar las leyes del régimen de Vichy, sobre todo los textos que excluían a los judíos y francmasones de las funciones públicas.
Con la vuelta de Pierre Laval en abril de 1942, Carcopino dimitió inmediatamente y volvió a su puesto de director de la Escuela Normal Superior.
Con la Liberación, fue revocado de sus funciones por su participación en el gobierno de Vichy. Encarcelado en Fresnes desde agosto de 1944, en la misma celda que Sacha Guitry, obtuvo la libertad provisional en febrero de 1945. El 11 de enero de 1947, su causa fue sobreseída por el Tribunal Superior de Justicia debido a los servicios que había prestado a la Resistencia. En 1951, fue reintegrado en sus funciones.
Historiador de la Roma antigua, especializado en el último siglo de la República romana, Jérôme Carcopino ha publicado numerosas obras entre las que cabe destacar: Ovidio y el culto de Isis; Sila o la monarquía frustrada; Aspectos místicos de la Roma pagana; De Pitágoras a los Apóstoles; La Vida cotidiana en Roma en el apogeo del Imperio; Las Excavaciones de San Pedro y la tradición; Secretos de la correspondencia de Cicerón, etc. Pero su obra más conocida es César (1936), que para muchos es la mejor biografía que se ha escrito sobre Julio César.
Miembro de la Academia Pontificia de arqueología romana, doctor honoris causa por la Universidad de Oxford, miembro de la Academia de Inscripciones y Lenguas antiguas, Jérôme Carcopino fue elegido miembro de la Academia Francesa el 24 de noviembre de 1955 en la silla de André Chaumeix.
En 1969, dio su nombre al Museo Arqueológico de Aleria, emplazamiento para el que había fomentado excavaciones.

### Obras
- 1906.	La inscripción de Aïn-el-Djemala. Contribución a la historia de los saltus africanos y del colonato (L’inscription d’Aïn-el-Djemala. Contribution à l’histoire des saltus africains et du colonat partiare)
- 1909.	El ostracismo ateniense (L’Ostracisme athénien)
- 1914-1919. La Ley de Hierón y los romanos (La loi de Hiéron et les Romains)
- 1919. Virgilio y los orígenes de Ostia' (Virgile et les origines d’Ostie)
- 1924. La Loba del Capitolio (La louve du Capitole, editado por Les Belles-Lettres
- 1926.	Estudios romanos. I, La Basílica pitagórica de la Puerta Mayor (Études romaines. I, La Basilique pythagoricienne de la Porte Majeure)
- 1928.	Alrededor de los Gracos. (Autour des Gracques. Études critiques)
- 1929.	Ostia (Ostie)
- 1929.	De los Gracos a Sila (Des Gracques à Sulla, en colaboración con G. Bloch)
- 1930.	Virgilio y el Misterio de la 4ª Égloga (Virgile et le Mystère de la IVe Églogue )
- 1932. Ovidio y el culto de Isis, Sila o la monarquía frustrada (Ovide et le culte d’Isis, Sylla ou la monarchie manquée, editado por Giraud-baudin)
- 1934	Puntos de vista sobre el imperialismo romano (Points de vue sur l’impérialisme romain)
- 1936	César (César)
- 1939	La vida cotidiana en Roma durante el apogeo del Imperio (La vie quotidienne à Rome à l’apogée de l’Empire)
- 1941	Aspectos místicos de la Roma pagana (Aspects mystiques de la Rome païenne)
- 1943	Marruecos en la Antigüedad (Le Maroc antique)
- 1948	Los secretos de la correspondencia de Cicerón (Les secrets de la correspondance de Cicéron, 2 vol. Editados por Giraud-baudin)
- 1953	 Estudios de historia cristiana. I, El cristianismo secreto del “cuadrado mágico”. Las excavaciones de San Pedro y la tradición (Études d’histoire chrétienne. I, Le christianisme secret du “carré magique”. Les fouilles de Saint-Pierre et la tradition)
- 1953	El tratado de Hasdrúbal y la responsabilidad de la segunda guerra púnica (Le traité d'Hasdrubal et la responsabilité de la deuxiéme guerre punique, editado por REA )
- 1953	Recuerdos de siete años (Souvenirs de sept ans, 1937-1944)
- 1955	El misterio de un símbolo cristiano, la ascia (Le mystère d’un symbole chrétien, l’ascia )
- 1956	De Pitágoras a los Apóstoles. Estudios sobre la conversión del mundo romano (De Pythagore aux Apôtres. Études sur la conversion du monde romain, editado por Flammarion)
- 1957	Paseos históricos en el país de la Dama de Vix (Promenades historiques au pays de la Dame de Vix, editado por Giraud-baudin)
- 1958	Alesia y la astucia de César (Alésia et les ruses de César )
- 1958	Pasión y política en los césares (Passion et politique chez les Césars )
- 1958	El Vaticano (Le Vatican)
- 1961	Las etapas del imperialismo romano (Les étapes de l’impérialisme romain)
- 1961	Perfiles de conquistadores. I: Pirro, ¿conquistador o aventurero? II: Grandeza y flaqueza de Aníbal. III: Acerca de César. IV: Genserico y los vándalos de África (Profils de conquérants. I, Pyrrhus, conquérant ou aventurier ? II, Grandeur et faiblesse d’Hannibal. III, Autour de César. IV, Genséric et les vandales de l’Afrique , editado por Flammarion)
- 1963	Encuentros de la historia y de la literatura romanas (Rencontres de l’histoire et de la littérature romaines, editado por Flammarion)
- 1965	Estudios de historia cristiana. II. Las reliquias de San Pedro en Roma (Études d’histoire chrétienne. II. Les reliques de Saint-Pierre à Rome)
- 1965	Julio César (Jules César)
- 1968	Recuerdos romanos (Souvenirs romains)
- 1970	Recuerdos de la guerra de Oriente (Souvenirs de la guerre en Orient)

## Ediciones en español
- Carcopino, Jérôme. Contactos entre la historia y la literatura romanas. Espasa-Calpe. ISBN 978-84-239-4894-9.
- — (2007). Julio César: el proceso clásico de la concentración de poder. Ediciones Rialp. ISBN 978-84-321-3510-1.
- — (2004). La vida cotidiana en Roma en el apogeo del Imperio. Círculo de Lectores. ISBN 978-84-672-0799-6.